# Музей хлопка (Мемфис)
Музей хлопка (англ. The Cotton Museum) — историко-культурный музей, который был открыт в марте 2006 года в бывшем торговом зале хлопковой биржи Мемфиса. Расположен по адресу 65 Union Avenue, город Мемфис (Теннесси, США).
Цель музея — популяризация истории хлопчатобумажной промышленности, её развития в юго-восточных штатах Америки и её влияния на повседневную жизнь. Музей показывает историю хлопка и его торговли с помощью экспонатов, образовательных программ и научно-исследовательских архивов.
Музей хранит историю хлопкового бизнеса и его влияния на экономику, историю, общество и культуру, науку и технику.